# Chibchea araona
Chibchea araona is een spinnensoort uit de familie trilspinnen (Pholcidae). De soort komt voor in Bolivia en Chili. 